# Hòa Tịnh, Chợ Gạo
Hòa Tịnh là một xã thuộc huyện Chợ Gạo, tỉnh Tiền Giang, Việt Nam.

## Địa lý
Xã Hòa Tịnh có diện tích 7,05 km², dân số năm 2013 là 6.286 người, mật độ dân số đạt 892 người/km².